# Vladimir Benediktov
Vladimir Grigorevič Benediktov (San Pietroburgo, 1807 – 1873) è stato un poeta russo, fra i più importanti esponenti della poesia romantica russa.
Nel 1835 pubblicò la sua prima raccolta, Poesie; la sua lirica, ispirata alla natura e all'amore, si perde a volte nel puro artificio.
Dopo un primo momento di fortuna, cadde nell'oblio e fu rivalutato solo agli inizi del '900.